# Fiè allo Sciliar

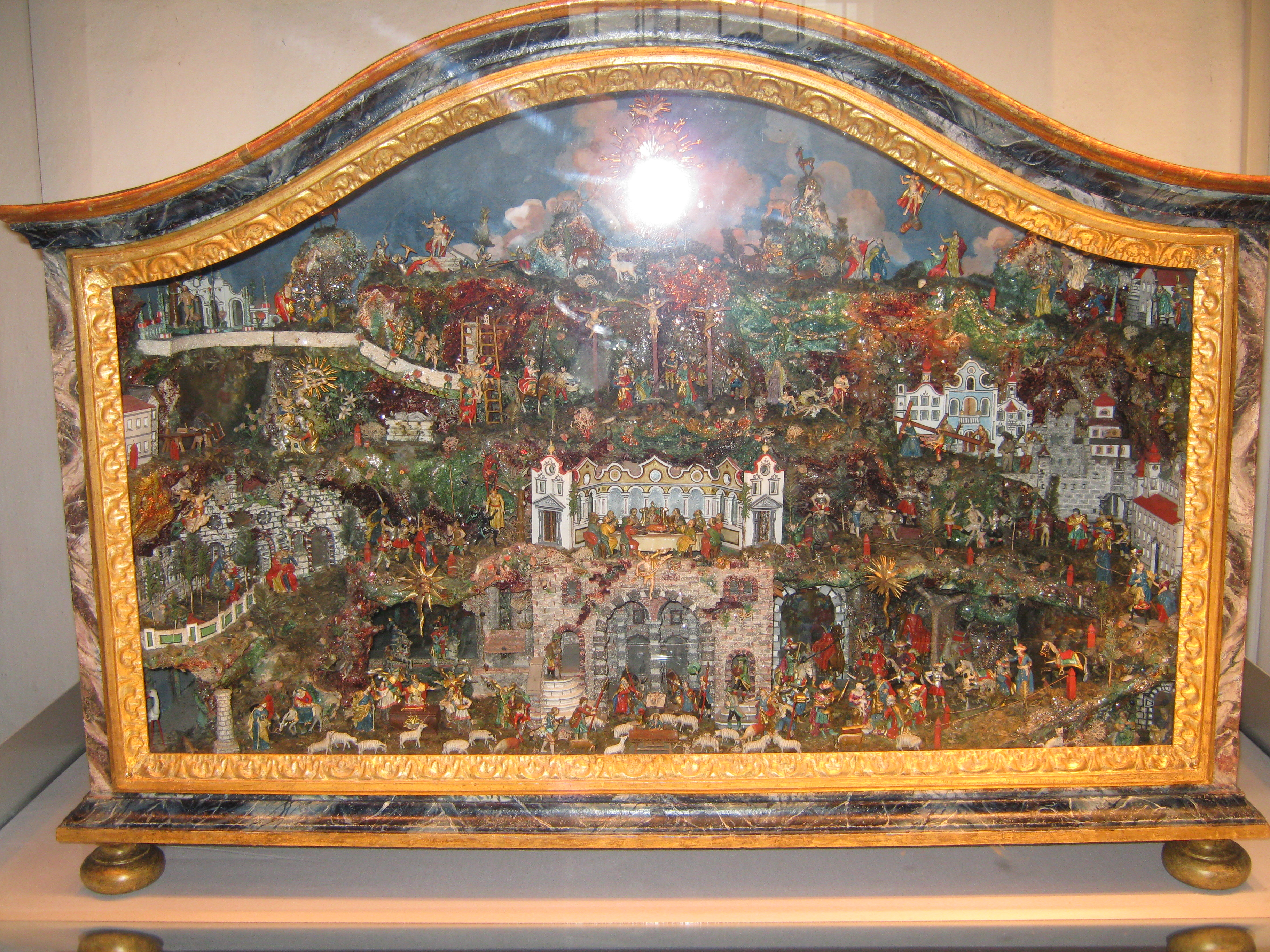
Presepe Probst, 1803-1807

Fiè allo Sciliar (Völs am Schlern in tedesco) è un comune italiano di 3 713 abitanti della provincia autonoma di Bolzano in Trentino-Alto Adige.
Il comune di Fiè allo Sciliar si estende attraverso l'altopiano dello Sciliar e la Valle Isarco.

## Origini del nome
Il toponimo è attestato nell'888 come Fellis, nel 982-987 come Vellis, nel 1050-1065 come Velles, nel 1218 come Velse e nel 1255 come Vels e probabilmente è di origine preromana, da un tema in *fel-.

## Storia
Il luogo entra nella piena luce della storia con un'importante donazione nell'888 da parte del re franco Arnolfo di Carinzia.

### Simboli
Lo stemma presenta nel primo e nel quarto riquadro due varianti dello stemma dei Cavalieri Völs und Prösels, che erano imparentati con i principi Colonna di Roma di cui è ripreso il blasone nel secondo e nel terzo quarto. Lo stemma è stato adottato il 20 luglio 1966.

## Monumenti e luoghi d'interesse

### Architetture religiose
- Chiesa di San Giovanni Battista
- Chiesa di Santa Maria Assunta, chiesa del XVI secolo, ricostruzione di una chiesa gotica del XV secolo.
- Cappella cimiteriale romanica di San Michele (St. Michael am Friedhof) a due piani, riconsacrata nel 1472 dopo l'aggiunta di una volta a raggiera. Dal 1980 è sede del museo parrocchiale contenente statue gotiche e barocche provenienti dalle chiese delle frazioni, l'altare a portelle della chiesa di San Pietro in Colle (St. Peter am Bichl, 1510), la pala dell'altare maggiore barocco (1742) e un presepe intorno al 1800.
- Chiesa di San Costantino, intitolata a san Costanzio

### Architetture militari
- Castello di Presule, medioevale

### Aree naturali
- Parco naturale dello Sciliar-Catinaccio
- Laghetti di Fiè

## Società

### Ripartizione linguistica
La sua popolazione è in maggioranza di madrelingua tedesca:
| %      | Ripartizione linguistica (gruppi principali) |
| ------ | -------------------------------------------- |
| 92,75% | madrelingua tedesca                          |
| 6,45%  | madrelingua italiana                         |
| 0,80%  | madrelingua ladina                           |

### Evoluzione demografica
Abitanti censiti

## Cultura

### Musei
Il museo parrocchiale, allestito nella cappella di San Michele, raccoglie interessanti oggetti d'arte, come il Presepe Probst dell'intagliatore altoatesino di presepi Augustin Alois Probst (1758-1807).

## Infrastrutture e trasporti
Tra il 1898 e il 1970 il paese è stato servito da due fermate della ferrovia del Brennero, in località Ponte di Fiè e Prato all'Isarco.
La stazione di Ponte di Fiè è stata esclusa dalla linea nel 1994, quando la tratta che vi transitava fu deviata in una nuova galleria, allo scopo primario di prevenire incidenti (la tratta era soggetta a frane, smottamenti e inondazioni, data la vicinanza del fiume Isarco e le soprastanti pareti rocciose). La stazione, rimasta in piedi, è stata convertita in abitazione civile.
La stazione di Prato, invece, pur rientrando anche dopo i lavori di deviazione nel tracciato della linea, è senza traffico; al suo interno ospita delle apparecchiature tecniche per il controllo dell'infrastruttura ferroviaria ed è pertanto talora ancora presenziata da dirigente movimento.

## Amministrazione
| Periodo | Periodo   | Primo cittadino  | Partito | Carica      | Note                                                  |
| ------- | --------- | ---------------- | ------- | ----------- | ----------------------------------------------------- |
| 2005    | 2013      | Arno Kompatscher | SVP     | Sindaco     | Eletto presidente della provincia autonoma di Bolzano |
| 2013    | 2014      | Othmar Stampfer  | SVP     | Vicesindaco | Facente funzioni di sindaco                           |
| 2014    | in carica | Othmar Stampfer  | SVP     | Sindaco     |                                                       |

### Gemellaggi
Friedberg, dal 1959